# Бондареве (Синельниківський район)
Бо́ндареве — село в Україні, у Васильківській селищній громаді Синельниківського району Дніпропетровської області. Населення становить 180 осіб.

## Географія
Село Бондареве розташоване за 104 км від обласного центру, 57 км від районного центру та 9 км від адміністративного центру селищної громади. На півдні межує з селом Григорівка, на сході з селом Краснощокове, на півночі з селом Улянівка, на північному заході з селищем Васильківка та на заході з селом Вовчанське.
Селом тече пересихаючий струмок із загатою. Поруч пролягає залізниця, зупинний пункт Краснощокове (за 2,8 км).

## Історія
12 червня 2020 року, відповідно до розпорядження Кабінету Міністрів України № 709-р від «Про визначення адміністративних центрів та затвердження територій територіальних громад Дніпропетровської області», увійшло до складу Васильківської селищної громади.
19 липня 2020 року, в результаті адміністративно-територіальної реформи та ліквідації Васильківського району, село увійшло до складу новоутвореного Синельниківського району.